# コスミレ
コスミレ（小菫、学名：Viola japonica）はスミレ科スミレ属の多年草。
和名は「小スミレ」の意味であるが、スミレ Viola mandshurica と比べて、植物体や花、葉が小型というわけではない。他のスミレに先がけて咲く、早咲きのスミレのひとつである。

## 特徴
無茎の種。短い地下茎がある。高さは5-12cmになる。葉は根生し、葉柄は長さ2-10cmになり、数個束生し、斜上する。葉身は長さ2-5cm、長三角形から長卵形で、先端は鋭頭、基部は心形、縁には低平な鋸歯がある。葉質はやや柔らかで、表面は白粉をふいたような緑色、裏面は紫色をおびるか淡緑色、両面に短毛がまばらに生えるかまたは無毛。花後、夏期の葉ははるかに大型になり、長三角形になる。
花期は3-5月。葉の間から長さ6-12cmの花柄を伸ばし、横向きに花をつける。花柄の途中には狭小な2個の小苞葉がある。花は径1.5-2cm、ふつう淡紫色であるが、白っぽいものから紅紫色まで変異がある。花弁はふつう幅が狭く、長さ10-15mm、側弁の基部はふつう無毛で、まれに毛が生え、唇弁には紫色のすじが入る。唇弁の距はふつう細く、長さは6-8mmになり、紫色の細点があり、まれに毛が散生することがある。萼片は広披針形で、毛が生え、付属体は三角形。雄蕊は5個あり、花柱は太いカマキリの頭形になり、上部が左右に明瞭に張り出し、柱頭は下向きに突き出る。果実は楕円状の蒴果で、長さ約1cmになり、紫色の斑点がある。染色体数は2n=48。

## 分布と生育環境
日本では、北海道（道南地方）、本州、四国、九州、屋久島に分布し、道ばた、耕作地、石垣など人里に近い場所や里に近い丘陵地や山地に生育する。西日本に多く、西日本では、葉の形態や花の色の変異も多い。世界では、朝鮮半島南部、台湾、中国大陸（東部～西南部）に分布する。

## 名前の由来
和名のコスミレは「小菫」の意で、人里の周辺で見かけることが多く、スミレに似て小型の印象があるため、この名があるという。
種小名（種形容語）japonica は、「日本の」の意味。

## ギャラリー

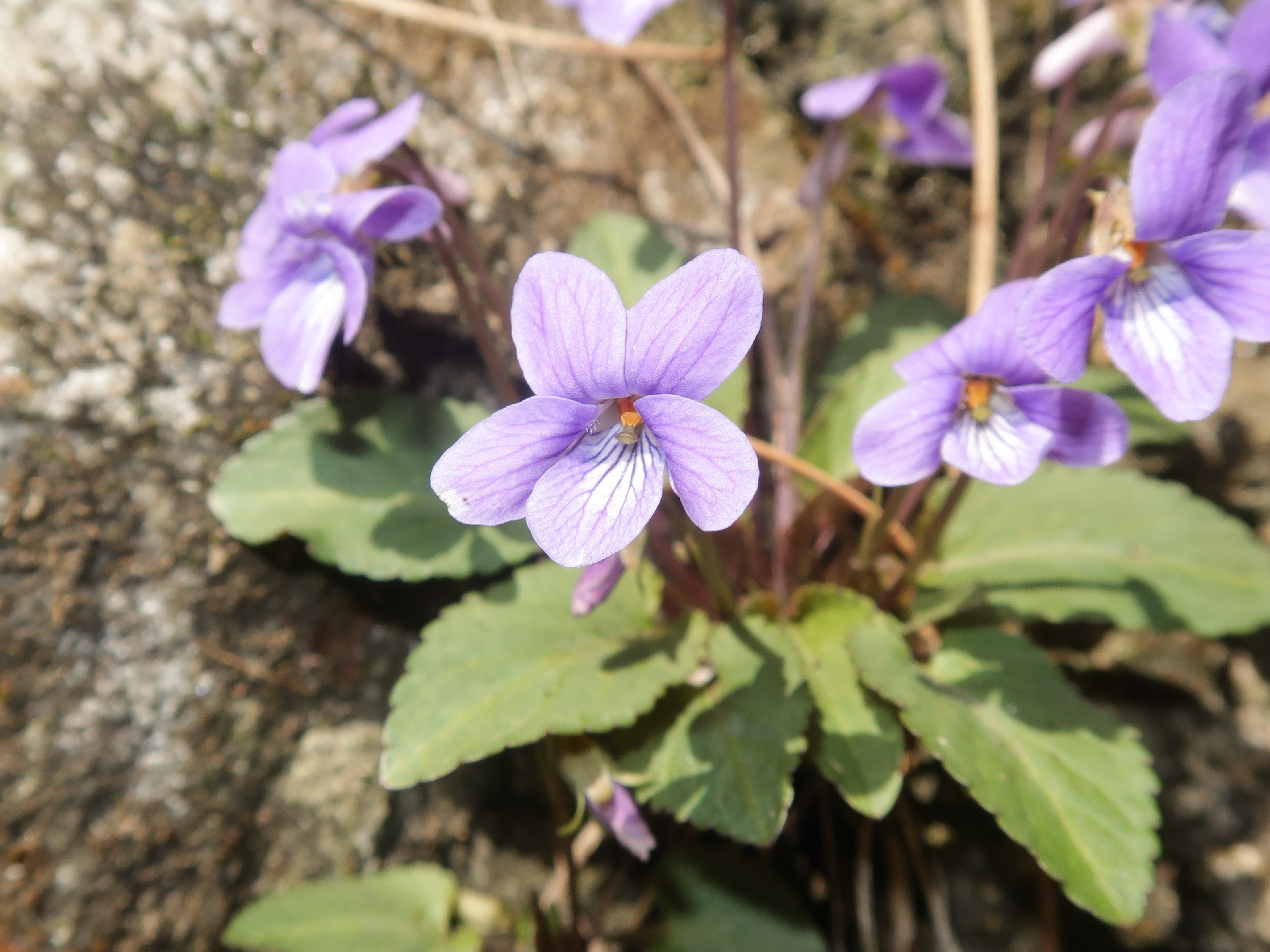
唇弁には紫色のすじが入る。側弁の基部に毛が生えているので、品種「ヒゲコスミレ」。
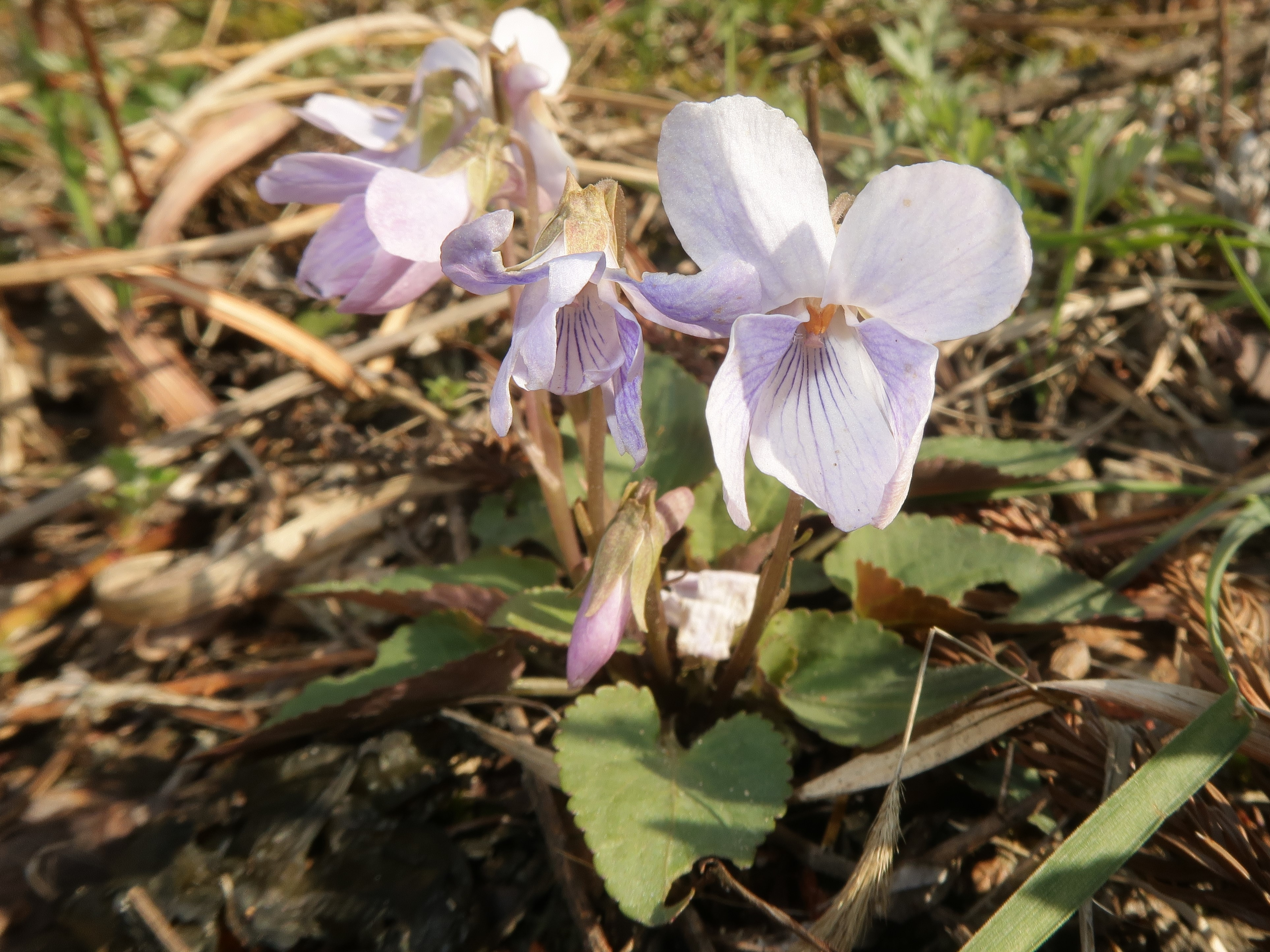
花色がやや白っぽいもの。
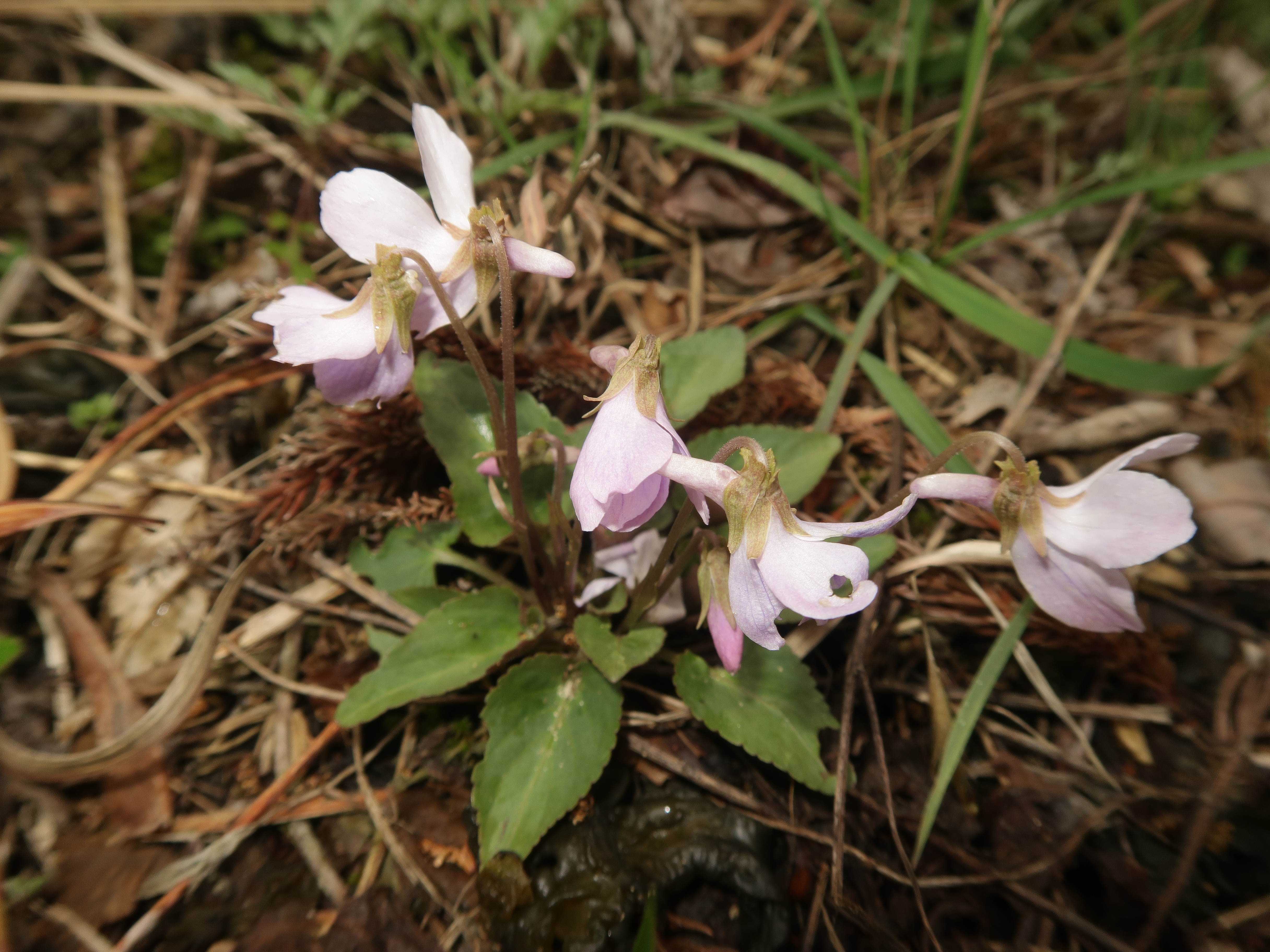
唇弁の距は細長い。萼片に紫色の細点があり、付属体は三角形。
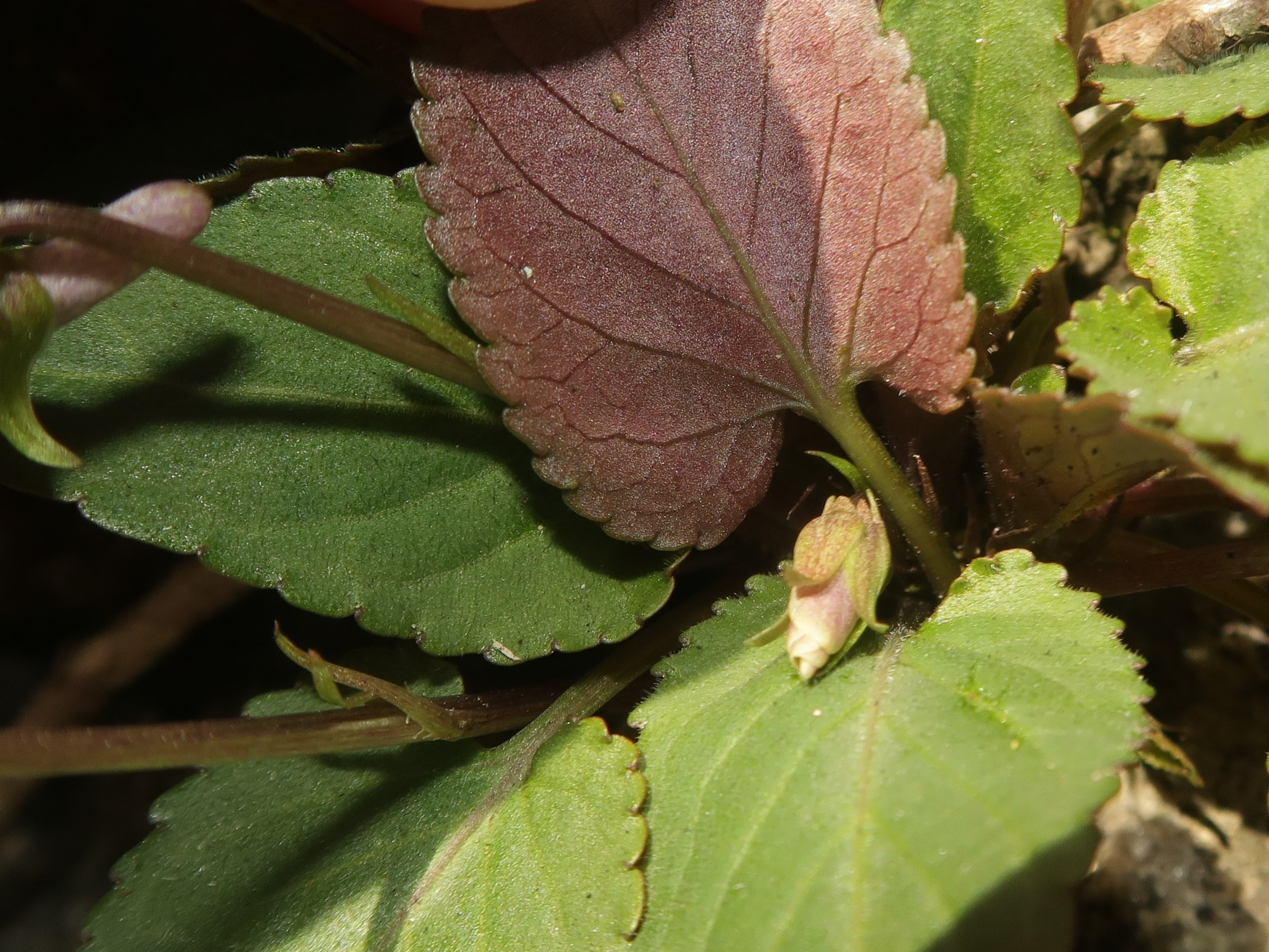
葉の裏面はしばしば紫色をおびる。

## 下位分類
- シロバナツクシコスミレ Viola japonica Langsd. ex DC. f. albida F.Maek.[7] - 白花品種[2]。
- ヒゲコスミレ Viola japonica Langsd. ex DC. f. barbata (Hiyama) Hiyama ex F.Maek.[8] - 側弁の基部に毛が生えるもの[2]。
- フイリコスミレViola japonica Langsd. ex DC. f. variegate (Hatus.) F.Maek. [9] - 葉の表面に白斑があるもの[2]。

## 交雑種
- キタザワスミレViola japonica Langsd. ex DC. × V. variegate Fisch. ex DC. var. nipponica Makino[10] - コスミレ×ゲンジスミレ[10]。